# Нельсон (Південні Шетландські острови)
Нельсон також Лейпціг (Nelson Island) — острів архіпелагу Південні Шетландські  острови в Антарктиці.

## Географічне становище
Острів Нельсон заходиться на північний захід від острова Кінг-Джордж. Відділений від острова вузькою протокою Філдс шириною 400 метрів. Від острова Роберт, який знаходиться на північний захід, відділений протокою Нельсон, ширина якої дорівнює 10 км. Розміри острова близько 20 км в довжину і 11 км в ширину. Площа острова — 192,1 км². Близько 90 відсотків території займає льодовик, але на заході острова і на північному сході знаходяться великі вільні від льоду території.

## Історія
Британська експедиція під командуванням капітана Вільяма Сміта вирушила у третю подорож наприкінці вересня 1819 року. 16 жовтня Сміт побачив землю і відправив свого першого помічника та екіпаж на берег найбільшого з островів, щоб встановити британський прапор (тепер це Кінг-Джордж-Айленд). Архіпелаг він назвав Південні Шетландські острови на честь Шетландських островів, що знаходяться на північ від Шотландії.
Острів Нельсон відкрито британським мореплавцем у жовтні 1819 року. Починаючи з 1820 року на острові працювали американські промисловики, які відкрили зручну якірну стоянку в бухті Хармоні. Назва острову дали від імені промислового судна «Нельсон». Південне узбережжя острова було картографовано в лютому 1821 року першою російською антарктичною експедицією Фадея Беллінсгаузена. Беллінсгаузен назвав острів «Лейпциг» на честь перемоги російської армії у війні 1812 року.

## Дослідження острова
З лютого 1988 року на острові працює приватна міжнародна антарктична станція «Еко-Нельсон».